# Drungari de la guàrdia
El Drungari de la guàrdia, en grec medieval δρουγγάριος τῆς βίγλης (droungarios tēs viglēs), era originàriament un oficial militar superior, comandant de la Vigla o guàrdia, un dels regiments d'elit (tagma, en plural tagmata) de l'Exèrcit romà d'Orient responsable de la seguretat de l'emperador. Cap a l'any 1030, aquesta funció va adquirir responsabilitats judicials. Es va afegir "gran" (Μέγας δρουγγάριος τῆς βίγλης, megas droungarios tēs viglēs) al seu títol, i era el jutge principal d'un dels màxims tribunals de l'imperi. El càrrec va desaparèixer després de la presa de Constantinoble pels croats, però es va restablir per la Dinastia dels Paleòlegs, sense el seu caràcter judicial i recuperant els seus orígens militars. Molt ràpidament, el càrrec va perdre importància real i es va convertir en una simple dignitat sense altres funcions que les honoràries.

## Funció militar
El drungari de la guàrdia era originalment el comandant de la Vigla (en llatí Vigiliae, "guàrdia de vigilància"), també anomenat arithmos ("unitat" en el sentit d'"unitat tàctica"). Era el tercer en comandament del tagma, un regiment professional de cavalleria, amb seu a Constantinoble i els seus voltants, diferent dels regiments o temes provincials.
Segons es pot deduir del nom de la unitat i dels títols dels seus comandants, els seus orígens es remunten als primers segles d'existència de l'Exèrcit romà d'Orient. Segons Bury, l'arithmos (unitat) designada amb el nom de vigiliae hauria aparegut sota l'emperador Arcadi. El títol de "drungari de la guàrdia" està testimoniat des del segle vi per Teòfanes el Confessor, que cita per a l'any 560 un cert Eugeni, ex-eparca i drungari de la guàrdia. Al voltant del 791, es menciona a Aleix Mosele com a spatarios i droungarios tēs viglas. Entre totes les tagmata, la Vigla era la responsable de vetllar per la seguretat de l'emperador i del palau imperial. Mantenia en tot moment una guarnició a l'Hipòdrom de Constantinoble, que també era la seva seu. La unitat es trobava a la ciutat en tot moment i acompanyava l'emperador cada vegada que es desplaçava fora de les muralles. El drungari estava a disposició de l'emperador constantment, i la seva unitat només participava en campanyes militars quan l'emperador dirigia les tropes personalment, i llavors era responsable de la seguretat de l'exèrcit i del campament. Els seus homes prestaven servei a les nits, protegint les ales de l'exèrcit i custodiant els presoners de guerra. Com que estava constantment al costat de l'emperador, el drungari havia de tenir la seva absoluta confiança, i sovint se li encarregaven delicades missions com l'arrest i l'execució de persones d'alt rang. Però era un càrrec delicat i perillós, ja que la més petita negligència, la més mínima sospita podia fer que caigués. Quan pujava al tron un nou emperador nomenava un dels seus criats com a drungari de guàrdia.

## Funció judicial
Cap al 1030, el càrrec es va transformar i va perdre el seu caràcter militar, passant a tenir quasi exclusivament una funció judicial. A més, al títol se li va afegir el qualificatiu de "gran" (megas) a la dècada del 1070. El drungari es va posar al front dels jutjats de l'Hipòdrom que existien des del segle ix. A aquesta transformació li va seguir la creació de nous tribunals i la reestructuració del sistema judicial de l'Imperi, de manera que sota la dinastia dels Comnens (1081-1185), el tribunal de l'Hipòdrom o del Drungari (τὸ δρουγγαρικὸν δικαστήριον) va ser un dels set tribunals superiors civils al costat dels de l'Eparca de la ciutat, del dikaiodotes, del koiaistor, de l'epi tōn kriseōn, del protasekretis i del katholikos, que dirigien els tribunals responsables dels assumptes fiscals (dēmosiaka pragmata). Aquest tribunal també servia de tribunal d'apel·lació per a les decisions de l'epi tōn kriseōn. A diferència del període anterior, els titulars d'aquest càrrec eren escollits entre les famílies més importants de l'aristocràcia civil en lloc d'entre l'aristocràcia militar, com ara Eustaci, Joan Escilitzes i Andrònic Camater.

## Sota els Paleòleg
Després del saqueig de Constantinoble per part dels croats el 1204, aquesta funció va desaparèixer per reaparèixer sota la Dinastia dels Paleòlegs. Però aleshores va perdre el seu caràcter judicial i va recuperar, almenys en teoria, les seves característiques militars. Segons Jordi Codí, el Gran Drungari de la guàrdia estava sota les ordres del Gran domèstic i s'encarregava de la guàrdia nocturna i de la supervisió dels exploradors de l'exèrcit. A la pràctica, aquesta funció s'havia convertit en purament honoraria i constituïa una simple dignitat palatina sense cap altra funció que la cerimonial.
I també, segons Jordi Codí, el Gran Drungari de la guàrdia estava situat en el lloc 24 de la jerarquia imperial i se situava entre l'Eparca i el Gran Heteriarca. La seva indumentària formal consistia en un vestit brodat en or (skiadion), una túnica de seda (kabbadion) i un bastó (dikanikion) que tenia ratlles vermelles i daurades i acabava en un pom d'or. Durant les cerimònies i les festes, duia un barret anomenat skaranikon, de seda groga i daurada decorada amb fils d'or on hi havia col·locada una imatge de l'emperador assegut al seu tron a la part davantera i una altra de l'emperador a cavall a la posterior.
Aquesta dignitat va sobreviure fins al final de l'Imperi Romà d'Orient. L'historiador Franza afirmava que el càrrec de cap dels Geníssers era l'equivalent otomà al de Gran drungari.